# Camerún francés
El Camerún francés o Camerún Oriental (del francés: Cameroun) fue un mandato territorial francés en África Central, ahora parte de Camerún.
La región del actual Camerún era reclamada por Alemania como protectorado durante la "Repartición de África" (también "Disputa" o "Carrera por África") a finales del siglo XIX. Durante la I Guerra Mundial, fue ocupado por tropas francesas y belgas, y más tarde en 1922 administrado como mandato de la Sociedad de Naciones por Gran Bretaña y Francia. El mandato francés fue conocido como Camerún y el territorio británico fue administrado como dos regiones, Camerún Septentrional y Camerún Meridional. El Camerún Septentrional consistía de dos secciones no contiguas, divididas donde se encuentran las fronteras de Nigeria y Camerún.

Camerún entre 1901-1972
Kamerun alemán
Camerún británico (Septentrional y Meridional)
Camerún francés
República de Camerún

En junio de 1944, el maestro y sindicalista francés Gaston Donnat fundó el Círculo de estudios marxistas de Yaundé, que tendrá una influencia indirecta importante al concienciar sobre el anticolonialismo a varias figuras prominentes de la historia del Camerún: Rubén Um Nyobe. (la figura más emblemática del nacionalismo camerunés), Charles Assalé (primer ministro por un breve período), Gaston Donnat (principal dirigente del sindicalismo camerunés en la década de 1950, etc.).
Las actividades sindicales fueron autorizadas a partir del 7 de agosto de 1944; el 18 de diciembre, Gaston Donnat y un grupo de activistas fundaron la primera central sindical camerunesa, la Union des syndicats confédérés du Cameroun (USCC), que se afilió a la CGT francesa. La USCC organizó la manifestación del 8 de mayo de 1945, durante la cual los manifestantes pidieron que el colonialismo fuera enterrado al mismo tiempo que el nazismo.
El 15 de abril de 1945, colonos que afirmaban ser gaullistas formaron la Asociación de Colonos de Camerún para defender la colonización francesa y sus intereses. Sin embargo, son considerados con recelo por las autoridades. Algunos de los colonos consideraron la posibilidad de construir un Camerún independiente basado en el modelo de Sudáfrica.
El Camerún francés se convirtió en un país independiente en enero de 1960, y se programó la independencia de Nigeria para más tarde en el mismo año, lo que hizo surgir la cuestión sobre qué hacer con el territorio británico. Después de algunas discusiones (que habían estado en curso desde 1959), se acordó la celebración de un plebiscito que tuvo lugar el 11 de febrero de 1961. La región septentrional de mayoría musulmana optó por la unión con Nigeria, y la región meridional votó por unirse a Camerún.
Camerún Septentrional se convirtió en una región de Nigeria el 31 de mayo de 1961, mientras que Camerún Meridional se convirtió en parte de la República de Camerún el 1 de octubre. Mientras tanto, la región fue administrada como colonia francesa.